# 海洋号列车 (俄罗斯)
“海洋号”列车（俄语：Поезд «Океан»）是俄羅斯鐵路的一列特快旅客列车，來往俄羅斯滨海边疆区首府符拉迪沃斯托克（海参崴）和哈巴罗夫斯克边疆区首府哈巴罗夫斯克（伯力）之間。列车全程运行时间约为11小时，运行距离为733公里。
1982年，远东铁路局正式开行来往符拉迪沃斯托克和哈巴罗夫斯克的5/6次特快卧铺列车。1993年，该趟列车获得了品牌客运列车称号，并正式命名为“海洋号”，列车的命名源于太平洋。列车早期曾采用翠绿色的车身涂装，并以东北虎作为列车标志。2000年代，列车车身涂装改以海蓝色作为主题色彩，并以海豚作为列车标志。
“海洋号”列车编组由1辆特等卧铺车、6辆一等卧铺车、6辆二等卧铺车、1辆餐车、1辆宿营车组成，客车车辆由远东铁路局哈巴罗夫斯克车辆段进行整备。2009年底，列车更换为特维尔车辆制造厂新造的61-4174、61-4179、61-4194型铁路客车，使车内各种设施更为完善。

## 外部連接
- Поезд «Океан» на сайте РЖД（俄文）